# Civilizația elenistică

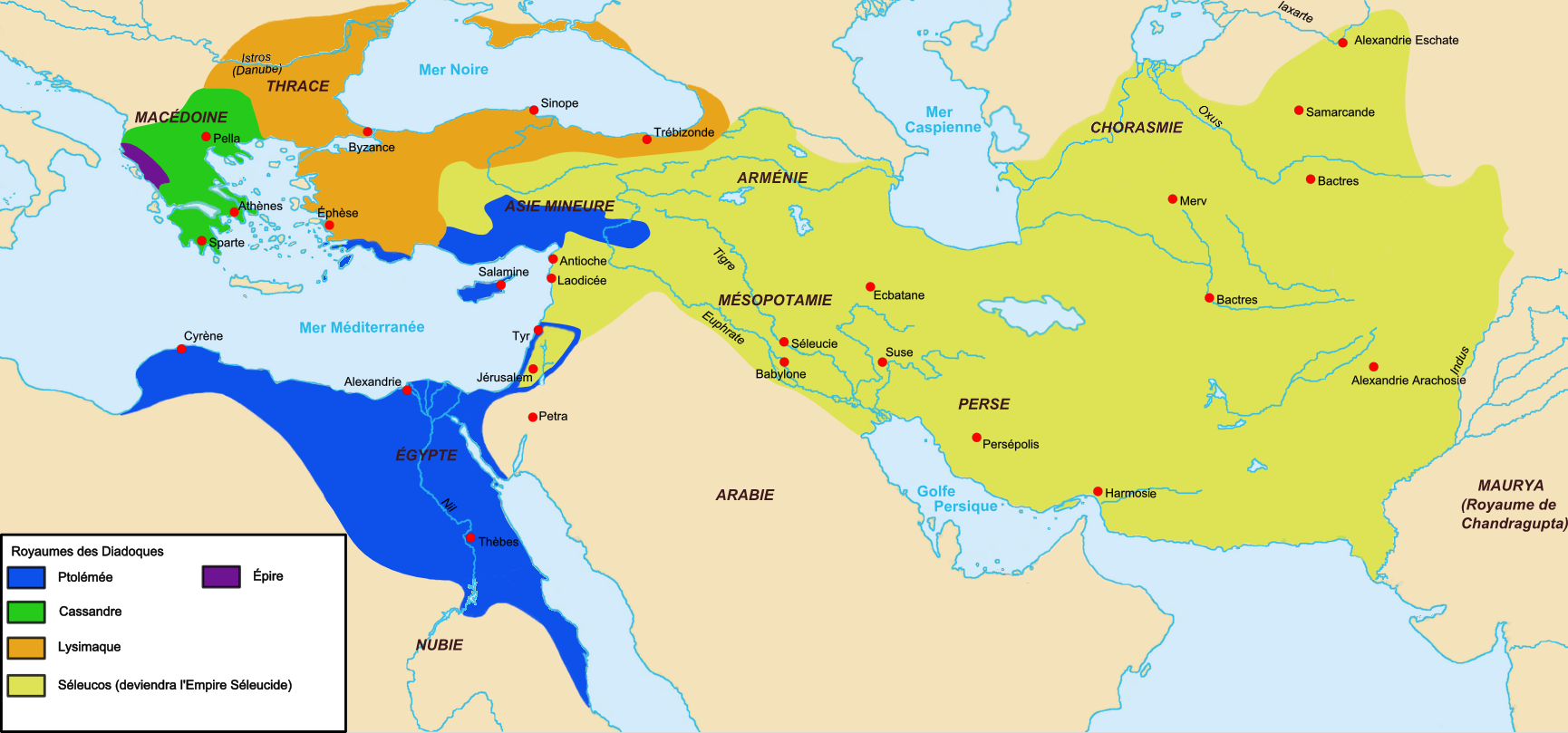
Regatele elenistice ale diadohilor în anul 301 î.Hr.

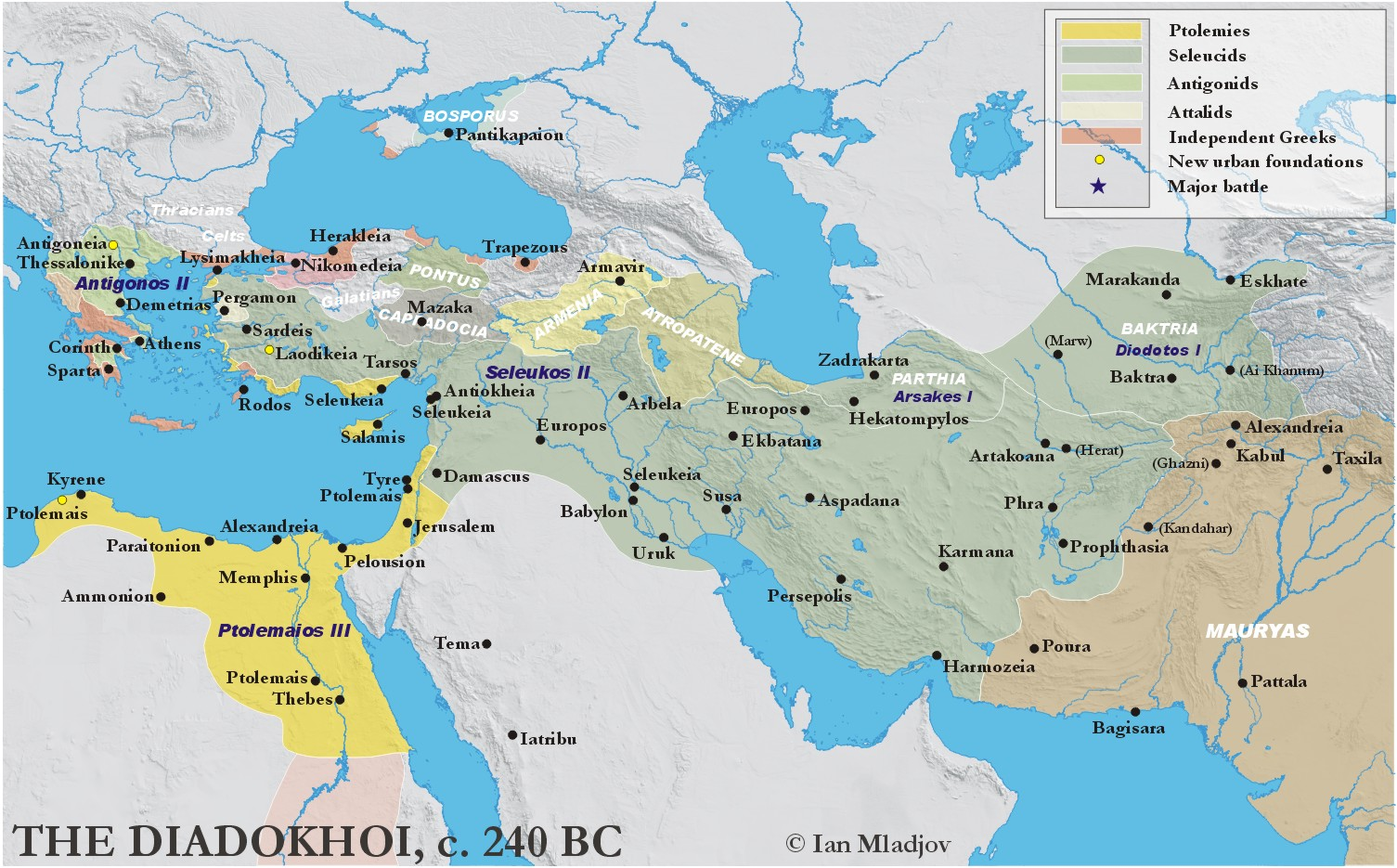
Statele elenistice în anul 240 î.Hr.

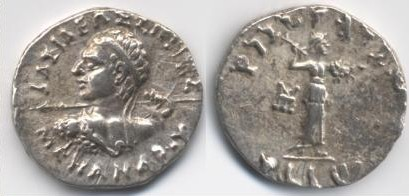
Drahma de argint al regelui indo-grec Menandru I (155 î.Hr.-130 î.Hr.).
Avers: greacă, ΒΑΣΙΛΕΩΣ ΣΩΤΗΡΩΣ ΜΕΝΑΝΔΡΟΥ "[moneda] Regelui Mântuitor Menandru".
Revers: Kharosthi: MAHARAJA TRATASA MENADRASA "Regele Mântuitor Menandru".

Termenul Civilizația elenistică (provenit de la Ἕλλην "Héllēn", numele etnic al grecilor în limba proprie) îi aparține istoricului german Johann Gustav Droysen și se referă la răspândirea culturii grecești în rândurile populațiilor non-grecești cucerite de Alexandru cel Mare. După Droysen, civilizația elenistică a reprezentat o fuziune între cultura greacă și acea a Orientului mijociu. Principalele centre culturale s-au extins din Grecia continentală la Pergam, Rodos, Antiohia și Alexandria.
Istoricii moderni consideră că perioada elenistică începe cu moartea lui Alexandru cel Mare din 323 î.Hr.. Armatele lui Alexandru au cucerit Mediterana răsăriteană, Egiptul, Mesopotamia și Podișul iranian, Asia Centrală și unele regiuni din India. După moartea sa, a avut loc o luptă pentru succesiune, cunoscută ca războiul diadohilor (în greacă "succesori").  Conflictul a luat sfârșit în 281 î.Hr., cu înființarea a patru state principale.
- Dinastia ptolemeică în Egipt cu capitala la Alexandria;
- Dinastia seleucidă în Siria și Mesopotamia cu capitala la Antiohia;
- Dinastia antigonidă în Macedonia și Grecia centrală;
- Dinastia attalidă în Anatolia cu capitala la Pergamon.

Succesorii lui Alexandru au stăpânit teritoriile de la vest de Tigru o bună perioadă de timp, și au deținut controlul asupra Mediteranei răsăritene până la preluarea controlului regiunii de către Republica Romană. Cea mai mare parte a orientului a fost în cele din urmă ocupată de Parthia, însă cultura elenistică a rezistat în locuri depărtate, cum ar fi Regatul greco-bactrian din Bactria sau Regatul indo-grec din nordul Indiei sau Bosforul cimerian. Cultura elenistă a rămas dominantă în partea răsăriteană a Imperiului Roman până la creștinarea acestuia și perioada de tranziție către Imperiul Bizantin.
Sfârșitul perioadei elenistice este considerat anul 31 î.Hr., când regatul Egiptului ptolemeic a fost înfrânt de romani prin Bătălia de la Actium. Ca urmare, ultimul monarh al Egiptului, Cleopatra, s-a sinucis, iar regatul ei a fost anexat de către Octavian.